# Alfred Heil
Alfred Heil (* 13. Februar 1921 in Dresden) ist ein ehemaliger deutscher Sportfunktionär und Journalist. Er war Vizepräsident des Deutschen Turn- und Sportbundes (DTSB) und der Gesellschaft zur Förderung des olympischen Gedankens in der DDR.

## Leben
Heil, Sohn eines Bankangestellten, besuchte die Volksschule und das Gymnasium. Nach dem Abitur studierte er 1939 sowie 1942/43 Bauingenieurwesen an der TH Dresden. Während des Zweiten Weltkrieges war er zeitweise zur Wehrmacht eingezogen und in Griechenland und auf dem Balkan eingesetzt. 1945 stieß er in Italien zum Nationalkomitee „Freies Deutschland“.
Heil war 1946 Mitglied des antifaschistischen Jugendausschusses in Dresden und gehörte zu den Mitbegründern der Freien Deutschen Jugend (FDJ) in Dresden, dort Sekretär für Kultur und Bildung. 1947 wurde er Mitglied des FDJ-Kreisvorstandes Freiberg. 1948/1949 wirkte er als stellvertretender Vorsitzender für Agitation und Propaganda des Landessportausschusses Sachsen. Heil trat der SED bei. Nach einem Studium an der Parteihochschule „Karl Marx“ (1950–1952) leitete er von 1952 bis 1954 die Abteilung Agitation und Propaganda im Staatlichen Komitee für Körperkultur und Sport. Von 1954 bis 1959 war er Chefredakteur der Sportzeitung Deutsches Sportecho. Ab 1953 leitete Heil die Sektion Tennis im Deutschen Sportausschuss und war von 1958 bis 1960 Präsident des Deutschen Tennisverbandes, später dessen Vizepräsident. Von 1957 bis 1978 war er Mitglied des DTSB-Bundesvorstandes, von 1957 bis 1973 auch Mitglied seines Präsidiums sowie von 1959 bis 1966 Sekretär des Bundesvorstandes. Von 1966 bis 1973 war er schließlich Vizepräsident des DTSB-Bundesvorstandes. Ab 1959 gehörte er als Mitglied dem NOK der DDR an. Von 1969 bis 1990 war er Mitglied des Präsidiums und Vizepräsident der Gesellschaft zur Förderung des olympischen Gedankens in der DDR.
1973 wurde er Direktor der Auslandspresseagentur „Panorama DDR“ (bis 1987).

## Schriften
- (zusammen mit Günter Blutke und Albert Kapr): Sport voran. Sportverlag Berlin, 1971.

## Auszeichnungen
- Vaterländischer Verdienstorden in Bronze (1960) und in Gold (1972)
- Banner der Arbeit (1968)
- Stern der Völkerfreundschaft in Gold (1986)